# Стецюр-Мова, Игорь Георгиевич
Игорь Гео́ргиевич Стецю́р-Мо́ва (род. 27 июня 1965) — артист балета, солист Саратовского академического театра оперы и балета, заслуженный артист России (1996), народный артист России (2004).

## Биография
Игорь Стецюр-Мова родился 27 июня 1965 года. Необычная фамилия досталась Игорю Георгиевичу от деда, драматического артиста Василия Трофимовича Стецюр, который сменил свою фамилию на двойную — Стецюр-Мова.
В балет Игорь попал случайно, когда учился в третьем классе средней школы записался за компанию, но совсем об этом забыл. Когда пришло время сдавать вступительные экзамены, на экзамены его отвела за ручку бабушка.
В 1983 году с отличием закончил Саратовское хореографическое училище. С июня 1983 года пять лет работал в Саратовском театре оперы и балета, затем на несколько лет уехал в Харьков, где ему посчастливилось работать в Харьковском театре оперы и балета со Светланой Колывановой и Теодором Попеску.
В 2003 году окончил театральный факультет Саратовской консерватории получив специальность актёра театра и кино.
Участвует в гастролях театра по городам России. С труппой Саратовского театра и Московского театра хореографии выезжал на гастроли в Норвегию, Италию, Великобританию, Испанию, Новую Зеландию.
Игорь Георгиевич является преподавателем Саратовского областного колледжа искусств.

## Творчество
- «Вальпургиева ночь» Ш. Гуно — Вакх
- «Доктор Айболит» И. В. Морозова — Бармалей
- «Дон Кихот» Людвига Минкуса — Базиль
- «Жизель»  Адольфа Адана — Граф Альберт
- «Казанова» Т. Альбинони, Л. Бетховен, А. Вивальди, В. Моцарт — Казанова
- «Кармен-сюита» Родиона Щедрина — Хозе
- «Конёк-Горбунок» — Царь
- «Лебединое озеро» П. И. Чайковского — Принц Зигфрид
- «Мистерия танго» на музыку Астора Пьяццолы — Неизвестный
- «Ромео и Джульетта» С. С. Прокофьева — Тибальд
- «Спящая красавица» П. И. Чайковского — Дезире
- «Тысяча и одна ночь» Фикрета Амирова — Шахрияр
- «Щелкунчик» П. И. Чайковского — Принц
- «Юнона» и «Авось» А. Л. Рыбникова— Граф Резанов
- «Маскарад» А. И. Хачатуряна — Арбенин

## Признание и награды
- Заслуженный артист России (1996)[1]
- «Лучший актёр года» (награда Саратовского отделения Союза театральных деятелей России) (1997, за исполнение партии Гойи в одноимённом балете)[3]
- Золотой Арлекин (2003, лучшая мужская роль в балете, за партию Арбенина в балете «Маскарад»)[3]
- Народный артист России (2004)[2]
- Почётный знак Губернатора Саратовской области (2015)[8]